# Ples v Bougivalu
Ples v Bougivalu (francoako La Danse à Bougival ) je delo Pierre-Augusta Renoirja iz leta 1883, ki je trenutno v zbirki Muzeja lepih umetnosti v Bostonu, Massachusetts, Združene države Amerike . Opisana je bila kot »eno najbolj priljubljenih muzejskih del«. 

## Predmet
Delo prikazuje dva Renoirjeva prijatelja, Suzanne Valadon in Paula Lhoteja.  Postavljena je v  francosko vas Bougival, približno 15 km od središča Pariza. Številni impresionisti, med drugim Claude Monet, Alfred Sisley, Berthe Morisot in Renoir so tam slikali.

## Slog
Slika je bila opisana kot ena od Renoirjevih prvih sprememb v bolj klasičnem slogu slikarstva, ko se je naučil prerisovati slike v Louvru, medtem ko je ohranil svetlo paleto barv svojih prijateljev impresionistov. 

## Izvor
- Paul Durand-Ruel
- 1894 prodan (fr: François Depeaux)
- 1906 Edmond Decap (Depeauxov brat)
- Maurice Barret-Décap
- 1937, Barret-Décap jo je prodal preko Anthonyja H. Manleyja prodajalcema umetnin Paulu Brameju in César Mange de Haukeju  za Jacquesa Seligmanna.
- Ta jo je prenesel v New York in istega leta prodal Muzeju lepih umetnosti v Bostonu